# Lasermania / Robbo Konstruktor
Lasermania / Robbo Konstruktor  est une compilation de jeu vidéo sortie en 1990 sur Atari 8-bit édité par L.K. Avalon.

## Contenu
Comme son titre l'indique cette compilation contient :
- Lasermania : un puzzle
- Robbo Konstruktor : un éditeur de niveau pour le jeu Robbo

## Référence
(en) Lasermania / Robbo Konstruktor sur MobyGames